# بلويت (ويسكونسن)
بلويت (بالإنجليزية: Beloit, Wisconsin)‏ هي مدينة وthird-class city تقع في الولايات المتحدة في Rock County. يقدر عدد سكانها بـ 36,966 نسمة ومساحتها 45.84 كم2 .

## التركيبة السكانية
قام مكتب تعداد الولايات المتحدة بتحديد بيانات التركيبة السكانية لبلويت في تعداد الولايات المتحدة. في ما يلي، التركيبة السكانية حسب تعدادي 2000 و2010.

### تعداد عام 2000
بلغ عدد سكان بيلويت 1,024 نسمة بحسب تعداد عام 2000، وبلغ عدد الأسر 426 أسرة وعدد العائلات 287 عائلة مقيمة في القرية. في حين سجلت الكثافة السكانية 1,332.9 نسمة لكل ميل مربع (514.6/كم2). وبلغ عدد الوحدات السكنية 452 وحدة بمتوسط كثافة قدره 588.4 نسمة لكل ميل مربع (227.2/كم2).
وتوزع التركيب العرقي للقرية بنسبة 98.54% من البيض و 0.10% من الأمريكيين ذوي الأصول الآسيوية و 0.29% من الأمريكيين الأفارقة و 0.98% من عرقين مختلطين أو أكثر.
بلغ عدد الأسر 426 أسرة كانت نسبة 28.9% منها لديها أطفال تحت سن الثامنة عشر تعيش معهم، وبلغت نسبة الأزواج القاطنين مع بعضهم البعض 49.1% من أصل المجموع الكلي للأسر، ونسبة 14.8% من الأسر كان لديها معيلات من الإناث دون وجود شريك، وكانت نسبة 32.6% من غير العائلات. تألفت نسبة 28.2% من أصل جميع الأسر من أفراد ونسبة 12.4% كانوا يعيش معهم شخص وحيد يبلغ من العمر 65 عاماً فما فوق. وبلغ متوسط حجم الأسرة المعيشية 2.94، أما متوسط حجم العائلات فبلغ 2.40.
بلغ العمر الوسطي للسكان 40 عاماً. وكانت نسبة 23.3% من القاطنين تحت سن الثامنة عشر، وكانت نسبة 8.0% بين الثامنة عشر والأربعة وعشرون عاماً، ونسبة 26.4% كانت واقعةً في الفئة العمرية ما بين الخامسة والعشرون حتى والأربعة وأربعون عاماً، ونسبة 22.0% كانت ما بين الخامسة والأربعون حتى الرابعة والستون، ونسبة 20.3% كانت ضمن فئة الخامسة والستون عاماً فما فوق. يوجد لكل 100 أنثى 83.8 ذكر، ويوجد لكل 100 أنثى في الثامنة عشر من عمرها فما فوق 80.5 ذكر.
بلغ متوسط دخل الأسرة في القرية 32,279 دولار، أما متوسط دخل العائلة فبلغ 40,096 دولار. وكان متوسط دخل الذكور 31,042 دولار مقابل 19,615 دولار للإناث. وسجل دخل الفرد الخاص بالقرية 16,359 دولار. وكانت نسبة 8.7% من العائلات ونسبة 10.6% من السكان تحت خط الفقر، وكان من هؤلاء نسبة 17.4% تحت سن الثامنة عشر ونسبة 8.3% في الخامسة والستين من العمر وما فوق.

### تعداد عام 2010
بلغ عدد سكان بلويت 36,966 نسمة بحسب تعداد عام 2010، وبلغ عدد الأسر 13,781 أسرة وعدد العائلات 8,867 عائلة مقيمة في المدينة. في حين سجلت الكثافة السكانية 2,128.2 نسمة لكل ميل مربع (821.7/كم2). وبلغ عدد الوحدات السكنية 15,177 وحدة بمتوسط كثافة قدره 873.7 لكل ميل مربع (337.3/كم2).
وتوزع التركيب العرقي للمدينة بنسبة 68.9% من البيض و 0.4% من الأمريكيين الأصليين و 1.1% من الأمريكيين ذوي الأصول الآسيوية و 15.1% من الأمريكيين الأفارقة و 4.4% من عرقين مختلطين أو أكثر.
بلغ عدد الأسر 13,781 أسرة كانت نسبة 36.5% منها لديها أطفال تحت سن الثامنة عشر تعيش معهم، وبلغت نسبة الأزواج القاطنين مع بعضهم البعض 39.6% من أصل المجموع الكلي للأسر، ونسبة 18.3% من الأسر كان لديها معيلات من الإناث دون وجود شريك، بينما كانت نسبة 6.4% من الأسر لديها معيلون من الذكور دون وجود شريكة وكانت نسبة 35.7% من غير العائلات. تألفت نسبة 29.4% من أصل جميع الأسر من أفراد ونسبة 11.2% كانوا يعيش معهم شخص وحيد يبلغ من العمر 65 عاماً فما فوق. وبلغ متوسط حجم الأسرة المعيشية 3.16، أما متوسط حجم العائلات فبلغ 2.57.
بلغ العمر الوسطي للسكان 33.1 عاماً. وكانت نسبة 27.1% من القاطنين تحت سن الثامنة عشر، وكانت نسبة 12.1% بين الثامنة عشر والأربعة وعشرون عاماً، ونسبة 25.7% كانت واقعةً في الفئة العمرية ما بين الخامسة والعشرون حتى والأربعة وأربعون عاماً، ونسبة 23.1% كانت ما بين الخامسة والأربعون حتى الرابعة والستون، ونسبة 12% كانت ضمن فئة الخامسة والستون عاماً فما فوق. وتوزع التركيب الجنسي للسكان بنسبة 47.9% ذكور و52.1% إناث.

## معرض صور

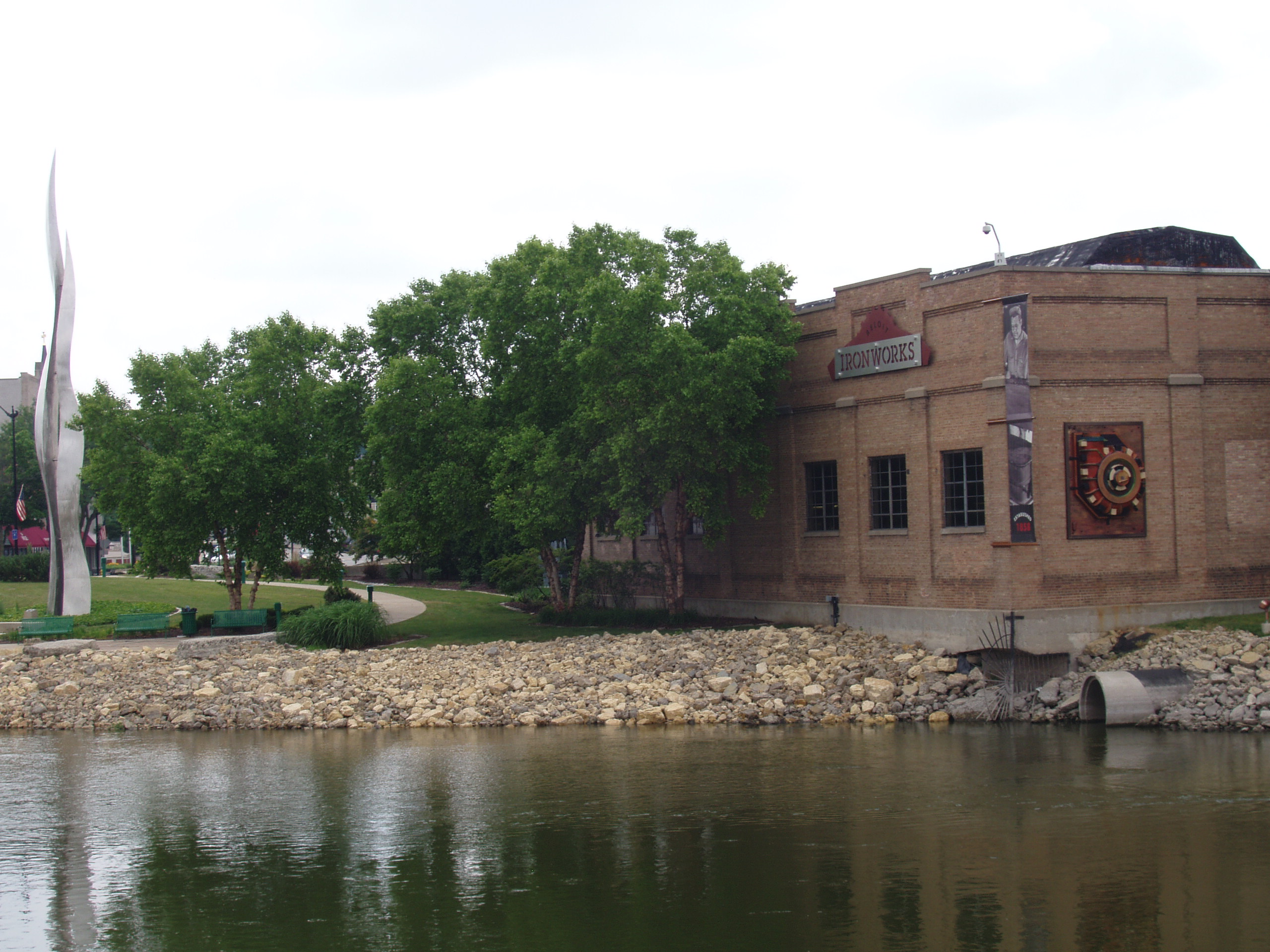
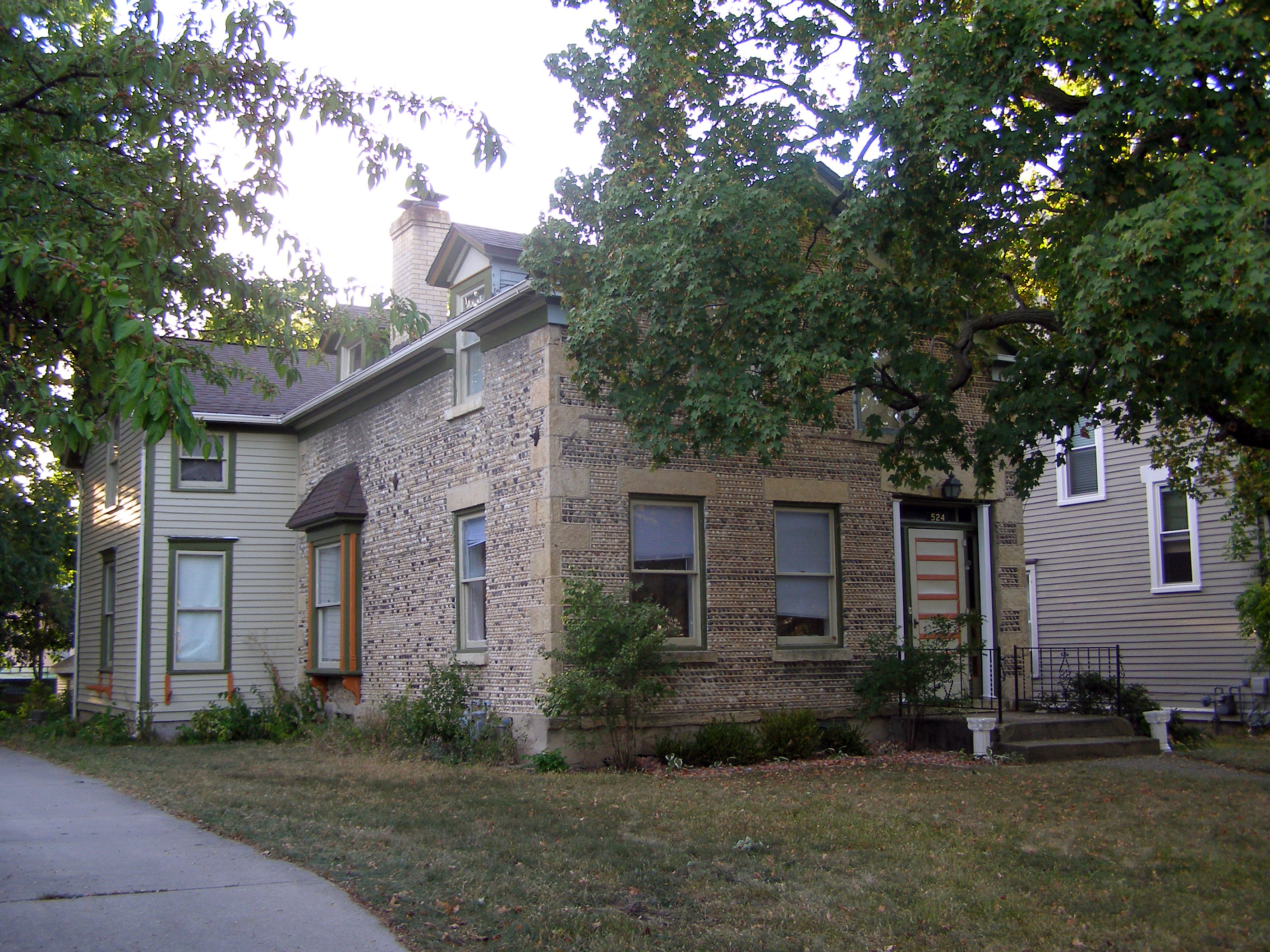
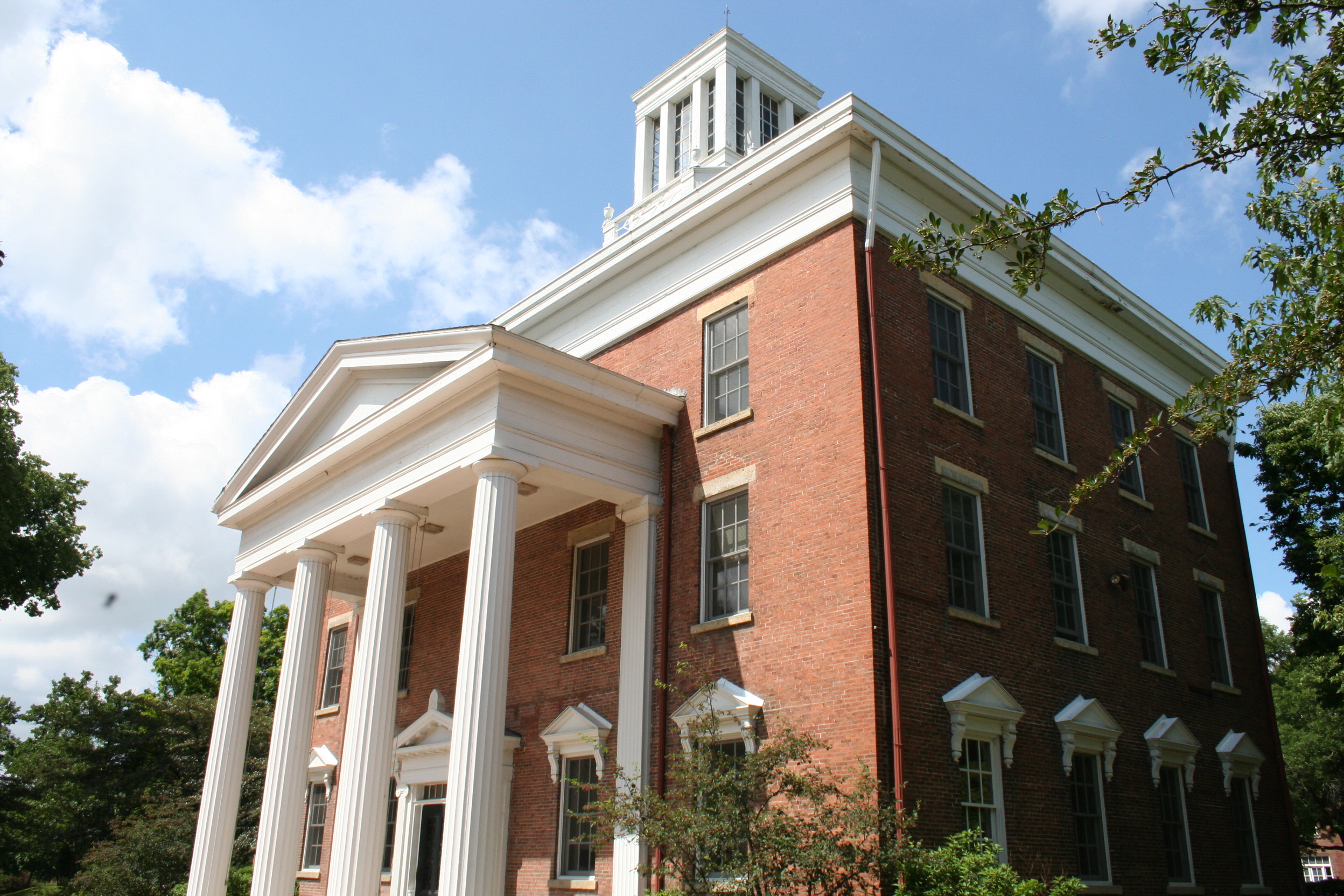